# عبد الرحمن الشهبندر
عبد الرحمن صالح الشهبندر (1879- 1940 م) زعيم سوري طبيب وسياسي وكاتب، يُعَدُّ العقلَ المخطِّط للثورة السورية الكبرى،  قُتِل غِيلةً في 6 تمُّوز عام 1940.

## نشأته
ولد الدكتور عبد الرحمن الشهبندر في مدينة دمشق عام 1879، من أسرة دمشقية عريقة، والده السيد صالح الشهبندر، كان معروفًا بصفاته الإنسانية، ومواقفه الوطنية المعادية لكل أنواع الظلم، توفي والده وعمره 6 سنوات فربَّته أمه، تلقى علومه الابتدائية والثانوية في دمشق، وسافر إلى لبنان لدراسة الطب في الجامعة الأمريكية في بيروت وتخرّج فيها عام 1906.

تزوج عام 1910 من سارة المؤيّد العظم ابنة تقي الدين بك مؤيد العظم وكان لهذه العائلة دورٌ سياسي رائد جعله يتقدم إلى واجهة الأحداث الكبرى مدعومًا من عائلةٍ ذات نفوذٍ عالٍ ومقام اجتماعي رفيع المستوى.

## حياته السياسية
انضم إلى الحلقة الإصلاحية المناهضة للحكم العثماني والتي كان يرأسها الشيخ طاهر الجزائري في سن مبكرة، وقُدم إلى المحاكمة بتهمة الاشتراك في تأليف رسالة موضوعها (الفقه والتصوف) وكاد أن يسجن وربما يعدم بسبب هذا الانضمام وبسبب مقال في صحيفة المقطم المصرية حول خلافة السلطان عبد الحميد الثاني غير أن صغر سنه يومذاك أنقذه من السجن أو مما هو أخطر من السجن.
سافر إلى لبنان لدراسة الطب في الجامعة الأميركية في بيروت عام 1902، وبعد تخرجه اختارته الجامعة أستاذًا فيها وطبيبًا لطلابها، وفي عام 1908 عاد الشهبندر إلى دمشق واتّصل ببعض معارضي الحكم العثمانيّ مثل عبد الحميد الزهراوي وبأحرار العرب إثر حدوث الانقلاب العثماني في تموز من تلك السنة، وكان عاملاً كبيراً في تأسيس الجمعيات العربية.
لجأ الاتحاديون إلى سياسة البطش والتنكيل بعد اندلاع الحرب العالمية الأولى، مما دفع الدكتور عبد الرحمن الشهبندر للفرار إلى العراق هرباً من ملاحقة العثمانيين له، وذهب من العراق إلى الهند ومن بعد إلى مصر. حيث تولّى في مصر رئاسة تحرير جريدة الكوكب ليتركها بعد أن تبيّنت له تبعيّتها للسياسة الإنكليزيّة، وقد سعى الشهبندر مع ستة من إخوانه السوريين بأخذ عهد من بريطانيا أطلق عليه (عهد السبعة) وهو يقضي بأن كل بلاد عربية يفتحها الجيش العربي تبقى عربية مستقلة، لذا نراه جاهر بالدعوة إلى التعاون مع الإنجليز في الحرب العالمية الأولى، ومن ثمّ ساند ثورة الشريف حسين ضد العثمانيين ودعا إلى التطوع في جيشه من أجل مواجهة الأتراك والانفصال عنهم.
عاد الشهبندر إلى دمشق عام 1919 بعد استقلال سورية عن الحكم العثماني، وهيأ مع إخوانه في مختلف الأحزاب الحملة الكافية لإظهار البلاد بالمظهر الذي تنشده من حرية واستقلال تام أمام اللجنة الاستفتائية الأمريكية (لجنة كنغ – كراين) وهي لجنة تحقيق عينها الرئيس الأمريكي ولسن في أثناء انعقاد مؤتمر الصلح في باريس عام 1919 للوقوف على آراء أبناء سورية وفلسطين في مستقبل بلادهم، وقد اختار ولسون لرئاسة هذه اللجنة هنري كينغ، رئيس كلية أوبرلين بولاية أوهايو، وتشارلز كراين، وهو رجل أعمال بارز من شيكاغو.
في الحكومة السورية التي ترأسها هاشم الأتاسي في أيار عام 1920 تسلّم الشهبندر وزارة الخارجيّة السورية، التي سقطت بدخول الفرنسيّين وفرضهم الانتداب على سوريّا، إثر معركة ميسلون التي خاضها المتطوعون السوريون بقياة وزير الحربية يوسف العظمة غادر الشهبندر سوريا إلى القاهرة، ولكنه ما لبث أن عاد إليها بعد عام وأخذ يعمل في تنظيم الأعمال السياسية لمقاومة الاحتلال الفرنسي، ونتيجة لنشاطه السياسي والوطني هذا، وعلى إثر قدوم المستر (كراين) إلى دمشق عام 1922، واستقباله بمطالبة الجماهير بالحرية والاستقلال، والوفاء بوعد الحلفاء عامة ووعد الأمريكيين خاصة، ولمناداة السوريين بسقوط الانتداب، ألقى الفرنسيون القبض على كثير من البيروتيين والدمشقيين ومنهم الدكتور عبد الرحمن الشهبندر، وقد حكم عليه بالسجن عشرين عاماً، والنفي إلى بيت الدين في لبنان، ثم إلى جزيرة أرواد السورية، وبعد تسعة عشر شهراً صدر العفو عنه فسافر إلى أوروبا وأميركا للدعاية لقضية الوطن والعروبة حيث كان من أوائل الزعماء السوريين في تلك البلاد الذين يقومون بطرح القضية الوطنية أمام المحافل الدولية.

## الثورة السورية الكبرى

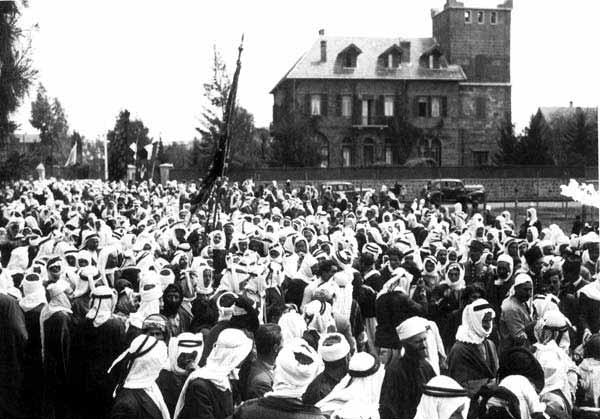
سلطان باشا الأطرش يقود جيشه ضد القوات الفرنسية عام 1925.

في تموز عام 1924 عاد الشهبندر إلى دمشق حيث ألّف حزباً سياسياً سماه حزب الشعب وتولى رئاسته، وأطلق على نفسه لقب الزعيم، وأخذ يعمل من جديد في تنظيم العمل السياسي ويدعو إلى الوحدة العربية ويطالب بإلغاء الانتداب، وإقامة جمهورية سورية في نطاق الاتحاد مع جميع البلدان العربية المستقلة، ولتحقيق ذلك بدأ الدكتور عبد الرحمن الشهبندر الاتصال بزعماء ووجهاء المدن السورية يحثهم على الثورة ضد الاستعمار الفرنسي ويشحن هممهم ويعزز شعورهم الوطني ويطلب منهم بدء الكفاح المسلح لنيل الاستقلال وتحقيق الحلم الوطني بإقامة دولة سورية مستقلة.
كان عبد الرحمن الشهبندر على تواصل مع الزعيم إبراهيم هنانو في المنطقة الشمالية، الذي كان سباقاً في مقاومة قوات الاستعمار الفرنسي منذ أن وطئت الساحل السوري في أوائل العام 1920،  وقد دامت أعمال المجاهدين في المنطقة الشمالية حتى 15 نيسان 1926 عام ومن أهم المعارك التي جرت في تلك الفترة معركة تل عمار، والتي كانت آخر معارك الثورة في تلك المنطقة، وجرت في أوائل شهر نيسان 1925.
كما اجتمع الشهبندر مع الوجيه محمد بك العيّاش في دمشق واتفق معه على مد الثورة إلى المنطقة الشرقية، واستطاع العيّاش تشكيل مجموعات ثورية لضرب القوات الفرنسية في مدينة دير الزور، وبالفعل وجه الثوار ضربات مؤلمة للقوات الفرنسية وكان آخرها قتل ضباط فرنسيين في منطقة عين البو جمعة على طريق دير الزور الرقة، ونتيجة الحادثة أصدر المفوض السامي الفرنسي موريس بول ساراي في 5 آب عام 1925 في بيروت قراراً برقم (49 أس) بنفي جميع أفراد أسرة عياش الحاج من مدينة دير الزور إلى مدينة جبلة، وحكم على محمود العيّاش مع اثني عشر ثائراً من رفاقه بالإعدام، وتم تنفيذ حكم الإعدام رمياً بالرصاص في 15 ايلول عام 1925 في مدينة حلب، كما حكم على محمد العيّاش بالسجن لمدة 20 عاماً في جزيرة أرواد في محافظة طرطوس،  وإمعاناً بالتشفي والانتقام اغتالت السلطات الفرنسية عميد الأسرة عياش الحاج في أوائل عام 1926 وأقيمت صلاة الغائب على روح هذا المجاهد في كافة البقاع السورية.
وكان الدكتور عبد الرحمن الشهبندر على تواصل مع القائد فوزي القاوقجي الذي كان يتحضر لإضرام الثورة في مدينة حماة على الرغم من أنه كان معروفاً بولائه الشديد للفرنسيين ونال في جيشهم رتبة عالية ومركزاً (قيادة الجيش الوطني في حماة) قلما يناله غيره من السوريين، ولكن القاوقجي حسبما ورد في مذكرات الشهبندر كان مستاءً من إلقاء وجهاء وعلماء مدينة حماة في السجون وإهانتهم، وتقسيم البلاد إلى حكومات، واستخدام الأسافل في الوظائف، ورفع الضرائب على المكلفين وإذكاء النعرات الطائفية بين أفراد الشعب السوري،  وفي 4 تشرين الأول عام 1925 أعلن القاوقجي الثورة في حماة وضواحيها وكاد أن يستولي على المدينة لولا قصف الطائرات العنيف للأحياء الشعبية فخرج إلى البادية لإثارة القبائل ضد الفرنسيين وتخفيف الضغط عن الثوار في المناطق الأخرى، وقد حقق انتصارات مهمة على القوات الفرنسية وحامياتها وثكناتها وأنزل بها خسائر فادحة حتى أسند إليه مجلس الثورة الوطني قيادة الثورة في منطقة الغوطة ومنحه سلطات واسعة.
دعم الشهبندر الثورة السورية بكل إمكانياته وطاقاته ولكن الثورة بعد سنة من قيامها بدأت تضعف فانسحب الشهبندر مع سلطان الأطرش ورفاقهما إلى الأزرق في الأردن ومن هنالك سافر إلى العراق ومن ثم إلى مصر وذلك بعد صدور حكم فرنسي بإعدامه، فاضطر للبقاء في القاهرة قرابة العشر سنوات، وكان خلالها يعمل للقضية العربية بالتعاون مع اللجنة التنفيذية للمؤتمر السوري الفلسطيني بالإضافة إلى عمله في الطب.
وبعد إلغاء حكم الإعدام، عاد عبد الرحمن الشهبندر إلى دمشق في الحادي عشر من أيار عام 1937، فاستقبلته الجماهير استقبالاً حافلاً وأخذ رفاقه وإخوانه وأنصاره ينظمون له احتفالات جماهيرية كل يوم، يحضرها ألوف من رجال الأحياء والوجهاء ومختلف الطبقات، وكان الشهبندر يُلقي في هذه الاحتفالات اليومية خطباً حماسية، تلتهب لها الأكف بالتصفيق، والهتاف بحياته.
هاجم الشهبندر في خطاباته معاهدة عام 1936 مع فرنسا، وفند بنودها، وعدد مساوئها، الأمر الذي أدى إلى ضجة في البلاد، وانقسم الشعب على إثرها إلى فئتين، قسم أيد المعاهدة والكتلة الوطنية بقيادة هاشم الأتاسي، وقسم التف حول الدكتور الشهبندر واقتنع بوجهة نظره في تعداد مساوئ المعاهدة وعيوبها وضرورة الكفاح من أجل تحقيق الاستقلال الكامل والسيادة المطلقة.

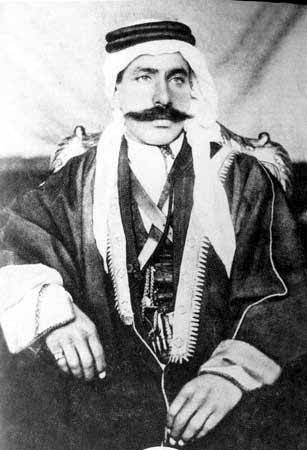
القائد سلطان باشا الأطرش، جبل العرب.
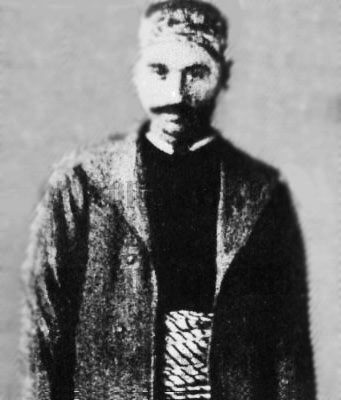
المجاهد حسن الخراط، غوطة دمشق.
المجاهد عياش الحاج، دير الزور.
الزعيم إبراهيم هنانو، إدلب.
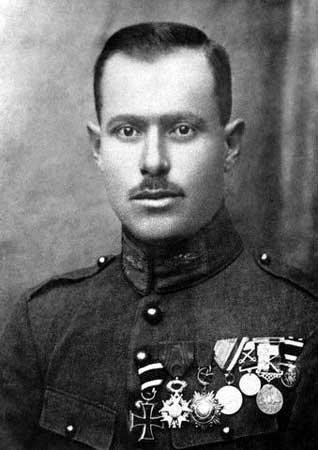
القائد فوزي القاوقجي، حماة.
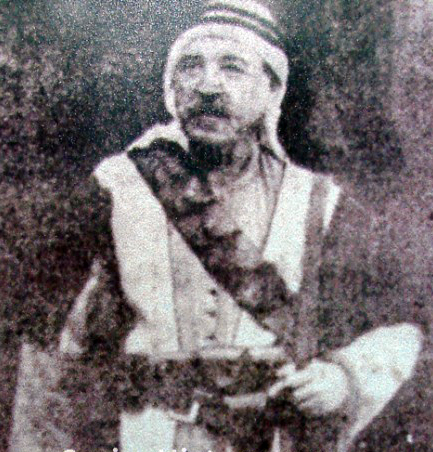
الشيخ صالح العلي، اللاذقية.

## اغتياله
في صبيحة يوم السادس من تموز عام 1940 قامت مجموعة باغتيال الدكتور عبد الرحمن الشهبندر في عيادته بدمشق في حي الشعلان، وألصقت التهمة بثلاثة من زعماء الكتلة الوطنيّة وهم: سعد الله الجابري، وجميل مردم بك، ولطفي الحفار، ممَّا اضطرَّهم إلى الهرَب خارج البلاد بعد صدور مذكرات توقيف بحقهم من قِبَل السلطات الفرنسية ليلة 15/ 16 تشرين الأول عام 1940.
كان لهذا الحادث وقع كبير في نفوس السوريين، الذين خرجوا في سيول بشرية كبيرة ينددون باغتياله ويطالبون الحكومة والسلطات الفرنسية بالكشف عن قتلته، وخرجت جنازة كبيرة للدكتور الشهبندر ودفن إلى جوار قبر صلاح الدين الأيوبي، قرب الجامع الأموي الكبير.
لاحقًا ألقي القبضُ على الفاعلين واعترفوا بفعلتهم، وأن الدافع إليها كان دافعًا دينيًا وسياسيًّا، وزعموا أن الشهبندر تعرَّض للإسلام في إحدى خطبه، وأنه عميل للإنكليز، وأنهم فعلوا فعلتهم انتقاماً وثأرًا للدين الحنيف وللوطنية، فحكمت المحكمة عليهم بالأحكام الآتية: الحُكم بالإعدام على كل من: أحمد عصَّاصة (الذي أطلق النار على الشهبندر)، وأحمد الطرابيشي، وصالح معتوق، وسعيد الحصري، وسامي الحفار، ومحمد الحرش الشهير بلقب (أبو صَيَّاح الحرش). والحُكم بالأعمال الشاقة مدة 15 عامًا على كل من: محمد الحافي، وعزت الشماع، وخليل الغندور. ونُفّذ فيمن حُكم عليهم بالإعدام الحكمُ شنقًا يوم الثالث من شهر شُباط عام1941. إلا محمد الحرش أبو صيَّاح فقد فرَّ إلى السعودية.
كان الشهبندر عقلَ الثورة السورية الكبرى والمجتمع السوري، واصل عمله بلا توقّف منذ بدايات القرن، ولم يترك مجالاً لمحاولة التنوير والتأثير لم يطرق بابه، فقد عمل في الطب والسياسة والصحافة والتدريس والترجمة وجمع مقالاته في كتاب نشر بعنوان "القضايا العربية الكبرى"، وكتاب "مذكرات الشهبندر"، وبقي من الشهبندر اليوم إرث فكري كبير في فن الزعامة والنضال الوطني وساحة وادعة في قلب دمشق تحمل اسم ساحة الشهبندر.

## أعماله وخطبه
جمعت أقواله وخطبه في كتاب مذكرات وخطب د. عبد الرحمن الشهبندر، الأعمال الكاملة تحقيق وتقديم الأستاذ محمد كامل الخطيب، ونشرته وزارة الثقافة السورية عام 1992. ومن أقواله:
- إن أعظم مواقفي، وأحبها إلي، وأرضاها عندي، وأبعثها للسكينة في جوانب نفسي، موقفي للصلاة بين يدي الله.
- من يوجه نفسه إلى الله، ويصلي بقلب ملؤه الإيمان، لا يجوز له أن يقنط.
- نحن عرب قبل أن نكون سوريين.
- رابطة العروبة أقوى من أن تصاب في قوتها وروحها مادام القرآن يجمعها.
- ليس لسورية مجد أكيد، وتاريخ حافل بالمفاخر، إلا من بعد الفتح العربي.»

## صور الدكتور عبد الرحمن الشهبندر

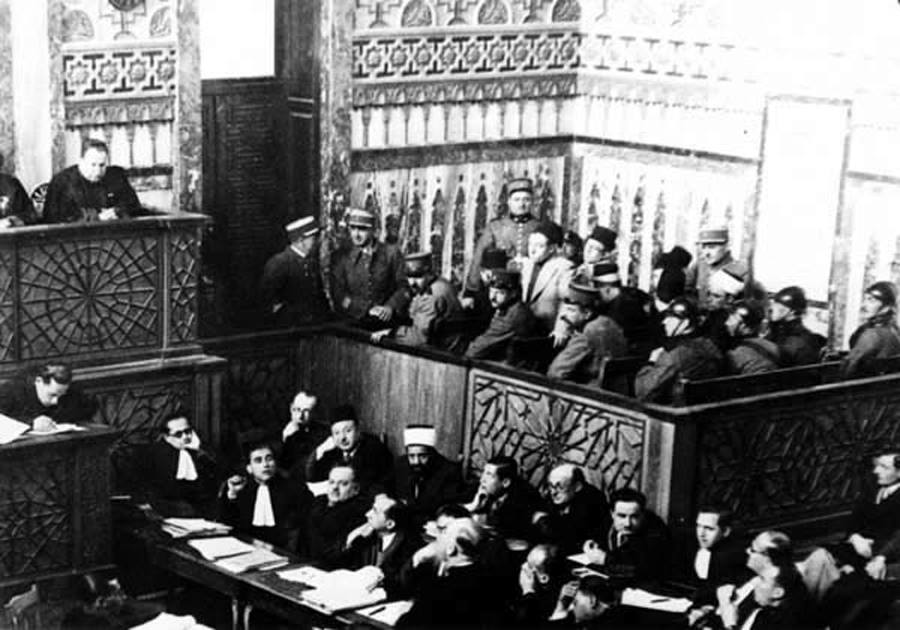
محاكمة قتلة الدكتور عبد الرحمن الشهبندر، التي أجريت في مجلس النواب لاستيعاب الحشد الجماهيري والصحافي الكبير.
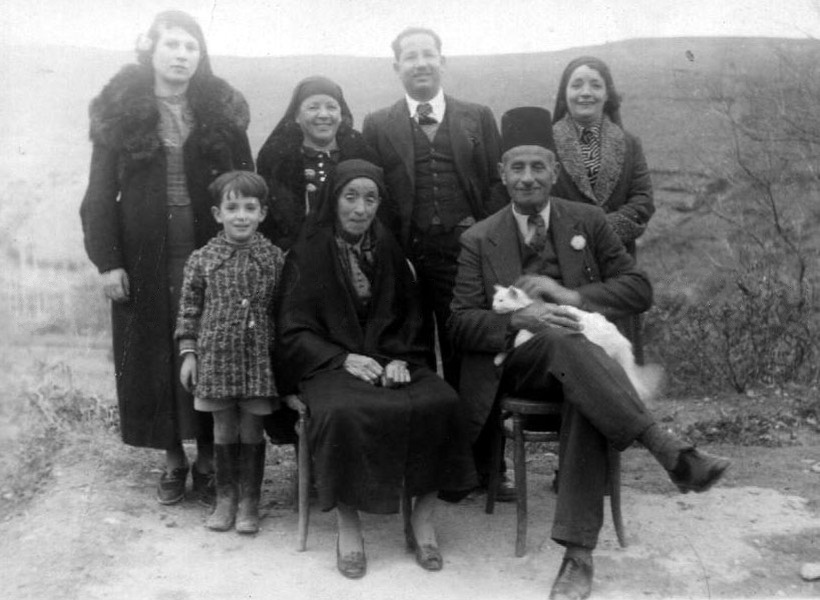
عبد الرحمن الشهبندر مع عائلته.
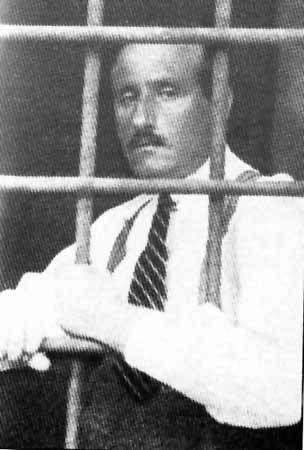
عبد الرحمن شهبندر، في فترة سجنه عام 1923 في جزيرة أرواد.
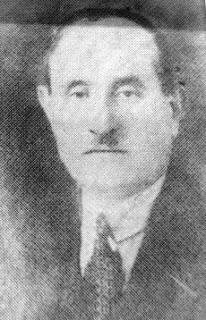
عبد الرحمن الشهبندر.
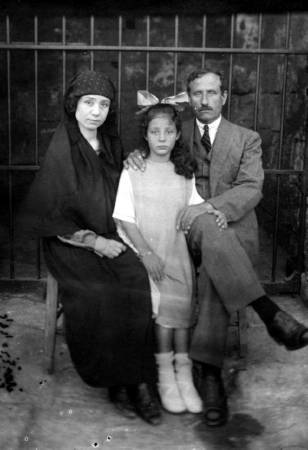
عبد الرحمن شهبندر في أوائل 1920 مع زوجته وابنته في منزله بدمشق..

## وصلات خارجية
- عبد الرحمن الشهبندر على موقع أرشيف الشارخ.

| - الثورة السورية الكبرى، قناة الجزيرة، ج1. - الثورة السورية الكبرى، قناة الجزيرة، ج2. - الثورة السورية الكبرى، قناة الجزيرة، ج3. | - عبد الرحمن الشهبندر (الزعيم الدمشقي)، برنامج منارات خالدة، قناة المنار الفضائية. - وثائقي عن المناضل عبد الرحمن الشهبندر، برنامج صدى المواطنة، تلفزيون الوطن. |